# Zimrí-Lim

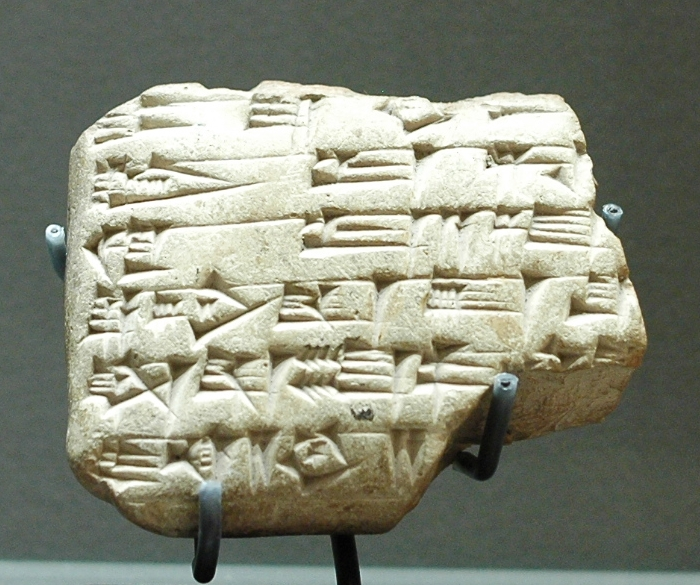
Zimrí-Lim levele egy Terka-beli hűtőház alapításáról

Zimrí-Lim az ókori mezopotámiai mári királya, (középső kronológia: kb. i. e. 1779 – 1759), Jahdun-Lim fia volt. Uralmának Hammurapi babiloni király támadása vetett véget, aki lerombolta Márit. Ennek köszönhetően a romok alatt megmaradt Zimrí-Lim levéltára, ami fontos forrás Észak-Mezopotámia i. e. 18. század eleji történetének feltárásához.

## Hatalomra jutása
Zimrí-Lim a nomád amurrú Jaggid-Lim dinasztiájából származott, amelyik régóta ellentétben volt az ugyancsak amurrú Ila-kabkabi – korábban egy ideig Terka ura dinasztiájával. Jaggid-Lim fia, Jahdun-Lim sikeresen kiterjesztette Mári uralmát Ila-kabkabi családja rovására, az ő halála után Szumu-jamam – akiről nem tudjuk, milyen kapcsolatban állt Jahdun-Limmel – volt mári ura, az ő idején Ila-kabkabi fia, I. Samsi-Adad elérkezettnek látta az időt a visszavágásra. Megszerezte Assur trónját és elfoglalta Márit is, kiirtva Jahdun-Lim dinasztiáját. Csak Zimrí-Limnek sikerült apósához, Jamhad királyához, I. Jarimlímhez menekülnie. Máriban ezután Samsi-Adad fiát, Jaszmah-Adadot tette meg királynak. A visszavágásra Samsi-Adad halála után nyílt lehetőség, Zimrí-Lim megostromolta Márit, és sikerült visszaszereznie a trónt.

## Uralkodása
Uralkodása idején kordában kellett tartania az uralma alá eső területeken. Főleg a jaminiakkal akadtak gondjai, amelyek közül a kisebbek voltak a sorozatos birkalopások. A nomádokat a kor szokásai szerint adóztatta és katonai szolgálatra is kötelezte. Ezért meg kellett akadályoznia elvándorlásukat is, ahogy arra néhány levele utal.
De védekeznie is kellett északi szomszédai ellen, akikkel a jaminiak is szövetkeztek. Egyik híradása szerint egy koalíció alakult ellene, aminek tagja volt Aszditakim, Harrán királya és az uralma alá tartozó terület, Zalmakum királyai, valamint a jaminiak akik Szín isten harráni templomában gyűltek össze, hogy szövetséget kössenek Dir – a mai Dér-ez-Zór közelében – elfoglalására. Valószínűleg ugyanekkor akarták elfoglalni Tuttult is, aminek védelmét Zimrí-Limnek meg kellett erősítenie. Az uralkodó kémei útján tájékozott volt az ellenséges szándékokról, de a nomádok is, akik közül néhányan az egyik kormányzó levele szerint éjszakánként hazalopództak asszonyaikhoz és kikérdezték őket az aktuális helyzetről. A kormányzó utasítást kért, mit tegyen az asszonyokkal. A polgári lakosságot általában megkímélték, ezért maradhattak az asszonyok a településeken. A diplomáciai küzdelem során sikerült a jaminiakkal szövetségre lépni nem hajlandó Aduna-Adad, Idamaraz ország jóindulatát elnyernie. Egy másik helyi uralkodót, Karní-Limet – a jaminiak szövetségesét feltehetően valahol Asnakkum közelében – viszont úgy semlegesített, hogy egyik saját szövetségese kötött vele olyan szerződést, hogy egyik sem támad a másik szövetségesére. Sikerült megnyernie szövetségesnek Suda város fejedelmét, aki egy másik nomád csoporttal, a szimaliakkal együtt a segítségére sietett.
Egy másik alkalommal a Terka körül élő jaminiak között tört ki általános lázadás. Ez valószínűleg nagy veszélyt jelentett – a nomádok tűzjelei égtek hosszan az Eufrátesz mentén –, mert hívei ajánlották Zimrí-Limnek, hogy zárkózzon be palotájába. Végül azonban sikerült nagy győzelmet aratnia, amikor két évneve is megemlékezik, sőt vallásos építkezésekbe is fogott.
i. e. 1763-ban szövetségese volt Hammurapinak, akinek Esnunnával együtt segített meghódítani Larszát és ott véget vetni Rím-Szín uralmának. i. e. 1761-ben viszont már Hammurapi ellen harcolt és vereséget szenvedett tőle. Hammurapi 35. évneve szerint – azaz uralkodása 34. évében, i. e. 1759-ben – lerombolta Mári és Malgi falait. Máriban a palotát is lerombolták, ami véget vetett Zimrí-Lim uralmának. Mári soha többé nem tért magához, a középasszír korban temetőnek használták.

## Építkezései
Kibővítette az elődei által már több, mint három évszázada épített palotát. Terka városban hűtőházat alapított, amivel Máriban is rendelkezett. Ezekben a télen a hegyekből lehozott jéggel tartották egész évben hidegen az ételeket és italokat.

## Évnevei
- Az év, amelyben Zimrí-Lim a jaminiakat Szagaratumnál [azaz a Hábúr alsó folyásánál] legyőzte és királyaikat legyőzte.
- A 2. év azt az évet követően, amelyben Zimrí-Lim a jaminiakat legyőzte.
- Az év, amelyben Zimrí-Lim Samas istennek a nagy trónt felszentelte.